# Gustaf Lucander

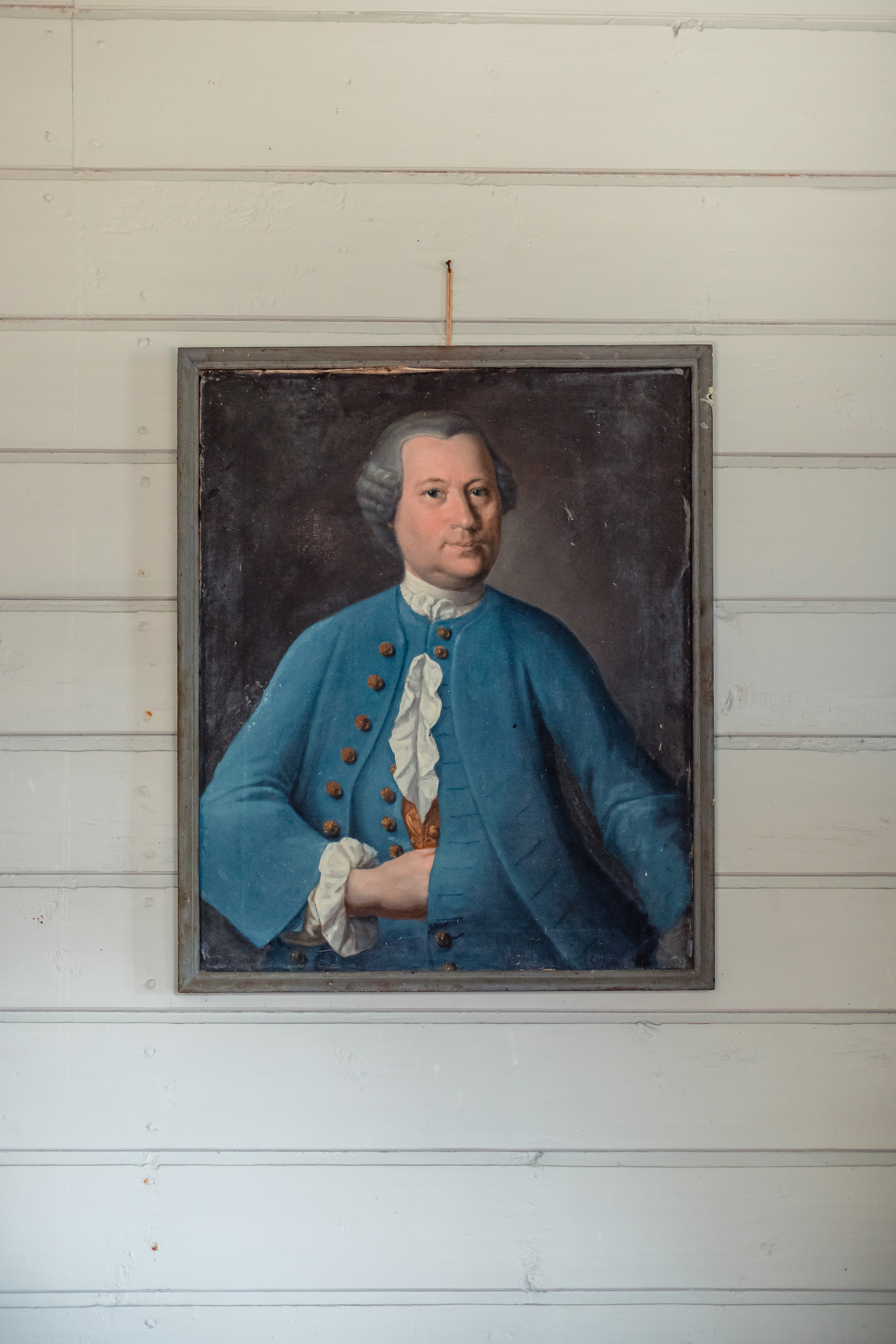
Nötö kapell självporträtt av Gustaf Lucander

Gustaf Lucander (även Locander eller Lukander), född 1743 troligen i Rimito, död 1805 i Åbo, var en finländsk konstnär.
Lucander var en på sin tid populär kyrkomålare, som vi i dag vet ytterst lite om. . 

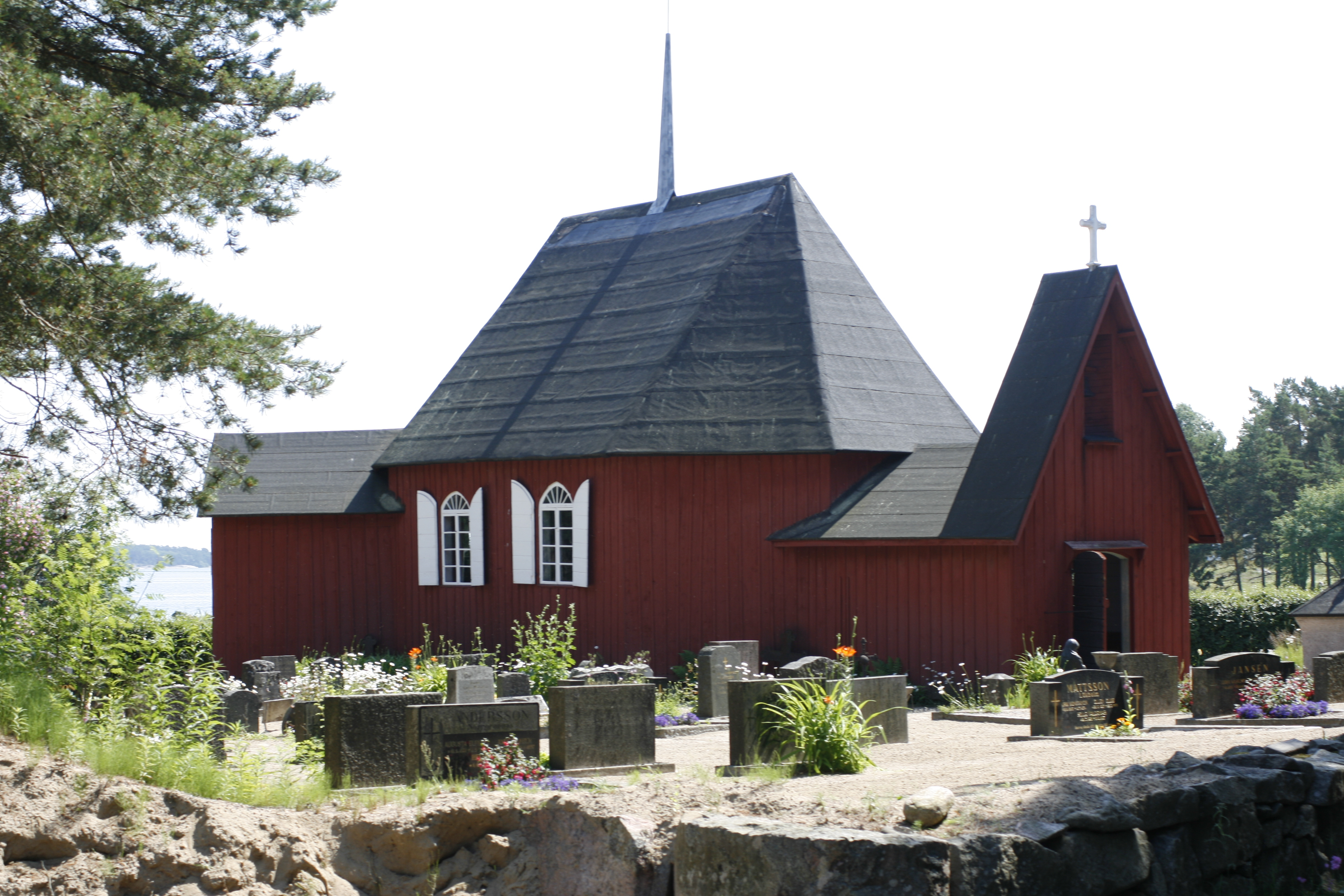
Abrahamskapellet på Nötö i Nagu, Finland, var en av de kyrkor som Gustaf Lucander målade invändigt.

## Släktens bakgrund och familjen
Gustaf Lucanders far var skräddaren Eric Hendrichsson, senare Lucander, som föddes i Rimito Ylikylä i april 1699. Gustaf Lucanders mor hette Anna Christina Cronbach. Familjen flyttade senare från Rimito till Nagu. Gustaf var den sjätte i raden av sju syskon. Hans födelseort står inte angiven i något dokument, men den yngre brodern Abraham var född år 1747 i Nagu.
Gustaf Lucander omnämns i Nagus kyrkböcker för åren 1749–1758 och enligt dem har familjen bott i Nagu Druckis och Nickåker. Lucander gifte sig år 1771 med Maria Flodberg, kaplanens dotter. Paret fick fyra barn. 
I Nagu kyrkbok för år 1773 omnämns målare Gustaf Lucander, hustru och dotter som boende på Kyrkbacken. Vid tiden då Lucander målade Nötö kapell, bodde han i Nagu Druckis. Familjen flyttade till Åbo år 1774, men tillbringade upprepade gånger tid även i Nagu.

## Studier och karriär
Om Lucanders karriär vet vi att:
- han var lärling hos en målare i Stockholm under många år innan han år 1762 blev målargesäll.
- han avlade studier och innehade olika tjänster för att kunna erhålla titeln mästare. Bland annat var han gesäll i över fem år och utöver detta utomlands i fyra år. Under utlandsvistelsen fungerade han ett och ett halvt år som ledare för en målarverkstad i Danzig.
- år 1771 godkändes han som målarmästare.
- mellan åren 1782–1785 grundade han ett skrå för målare.
- under åren 1785–1805 fungerade Lucander som målarskråets första ålderman fram till sin död.

## Lucander som konstnär

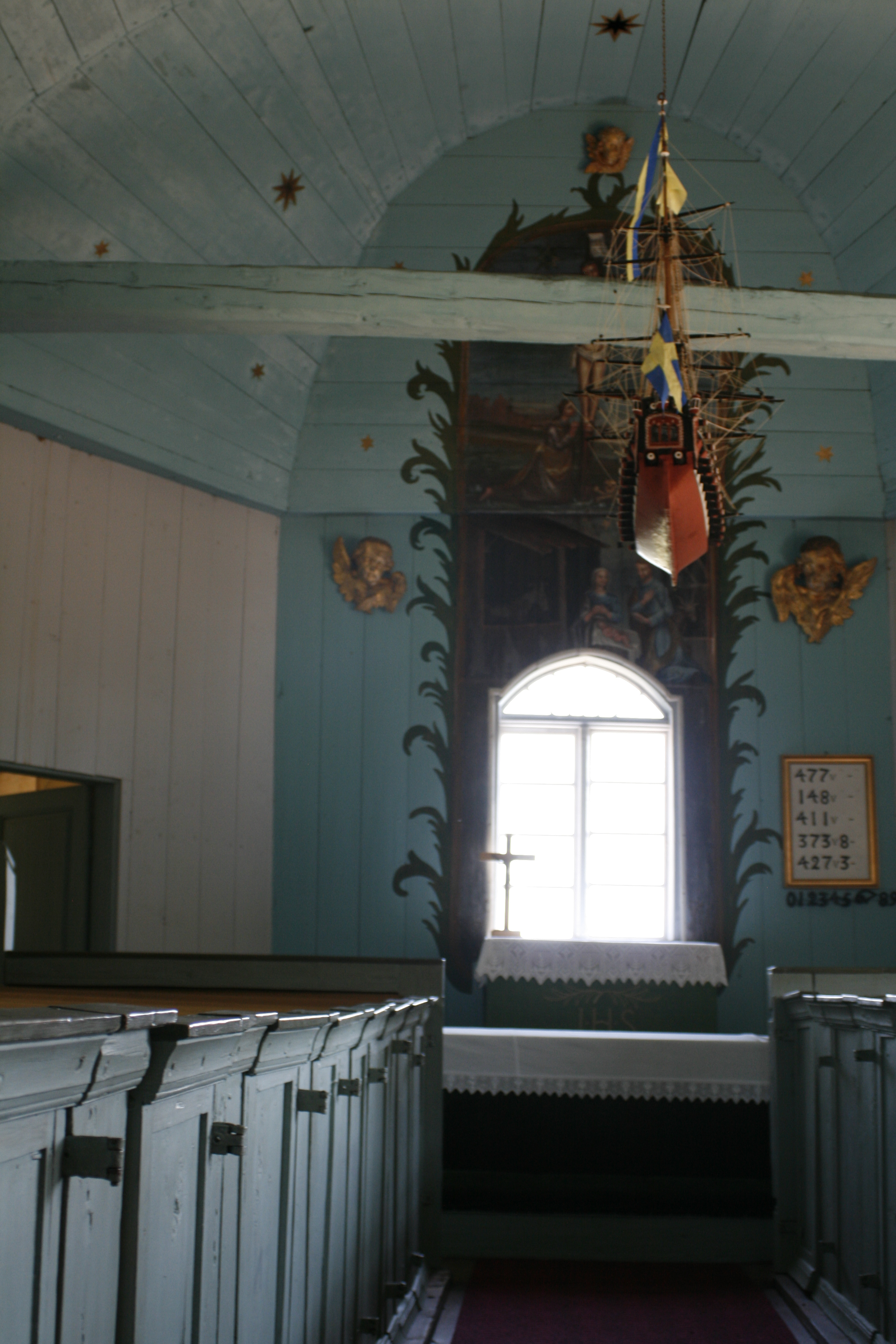
Lucanders altarmålning i Nötö kyrka.

Lucander målade år 1771 altarmålningen i Nötö kapell i Nagu. Målningen som är målad på väggen runt altarfönstret föreställer Jesu födelse (närmast fönstret) och korsfästelsen högst upp. I läktarmålningen fogade Lucander in sitt eget namn, prosten Mjödhs namn (Mjödh hade donerat målningarna till kapellet) samt årtalet. I den lilla kyrkan finns även ett porträttmålning, som senare (1929) har identifierats som Gustaf Lucanders självporträtt.
Samma år målade Lucander predikstolen i Pargas kyrka. De tre läktarnas målningar utförde han med hjälp av sin bror. Följande år utsmyckade han kanterna på baldakinen ovanför predikstolen i Nagu kyrka med sex keruber. På läktarens sidor målade han personer ut gamla testamentet och adliga vapen. Predikstolen och bilderna från läktaren flyttades till Historiska museet i Åbo, där de brann i samband med bombningarna av Åbo år 1941.

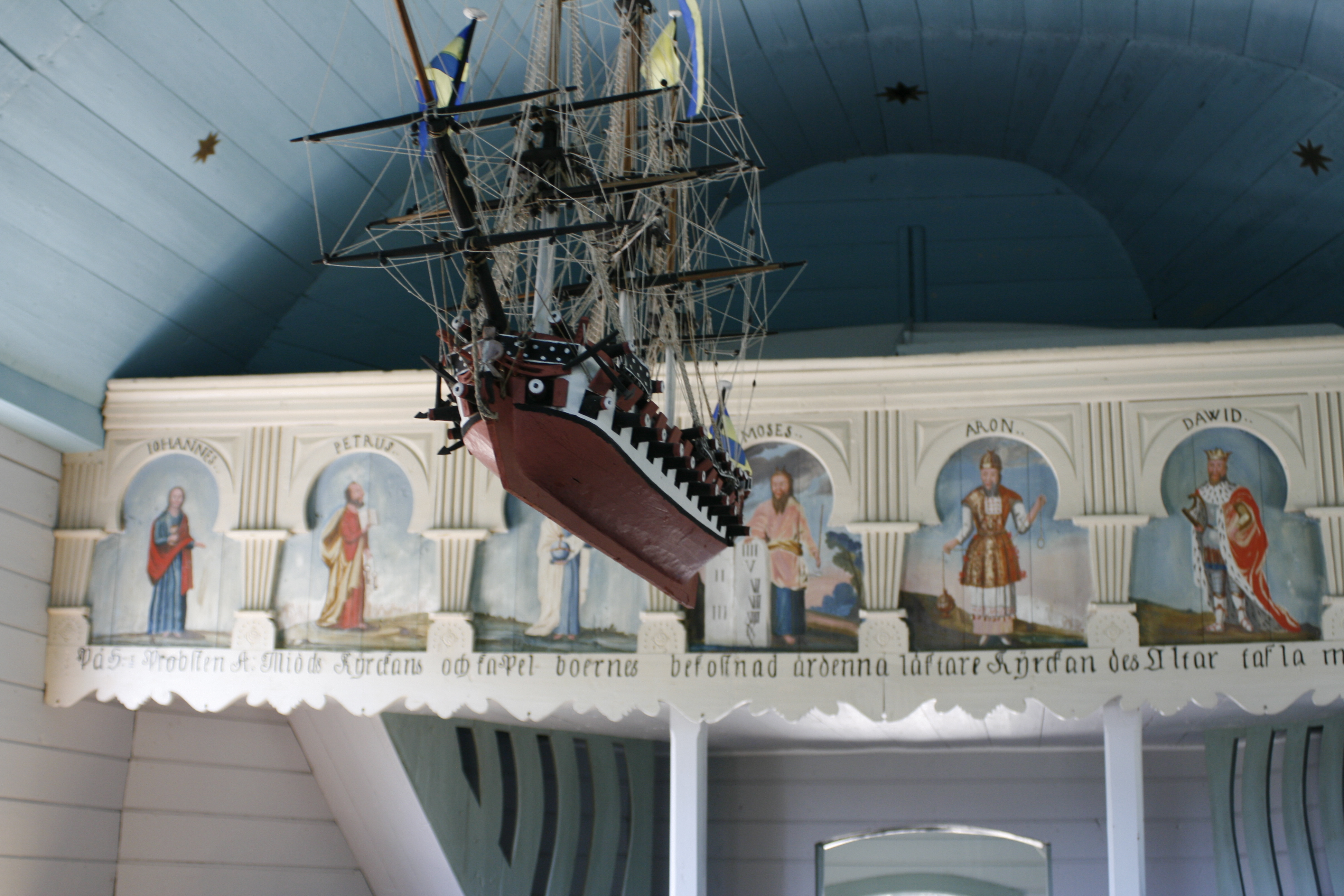
Läktaren i Nötö kyrka, Nagu, Finland.

Lucander målade altartavlorna i kyrkan i Pikis år 1776. Temat för den större altartavlan är Den korsfäste, medan den nedre altartavlan har den sista nattvarden som tema. Dessutom målade Lucande en målning föreställande ett stort draperi på gavelväggen och ovanför denna en träskiva med motivet Kristus uppståndelse.

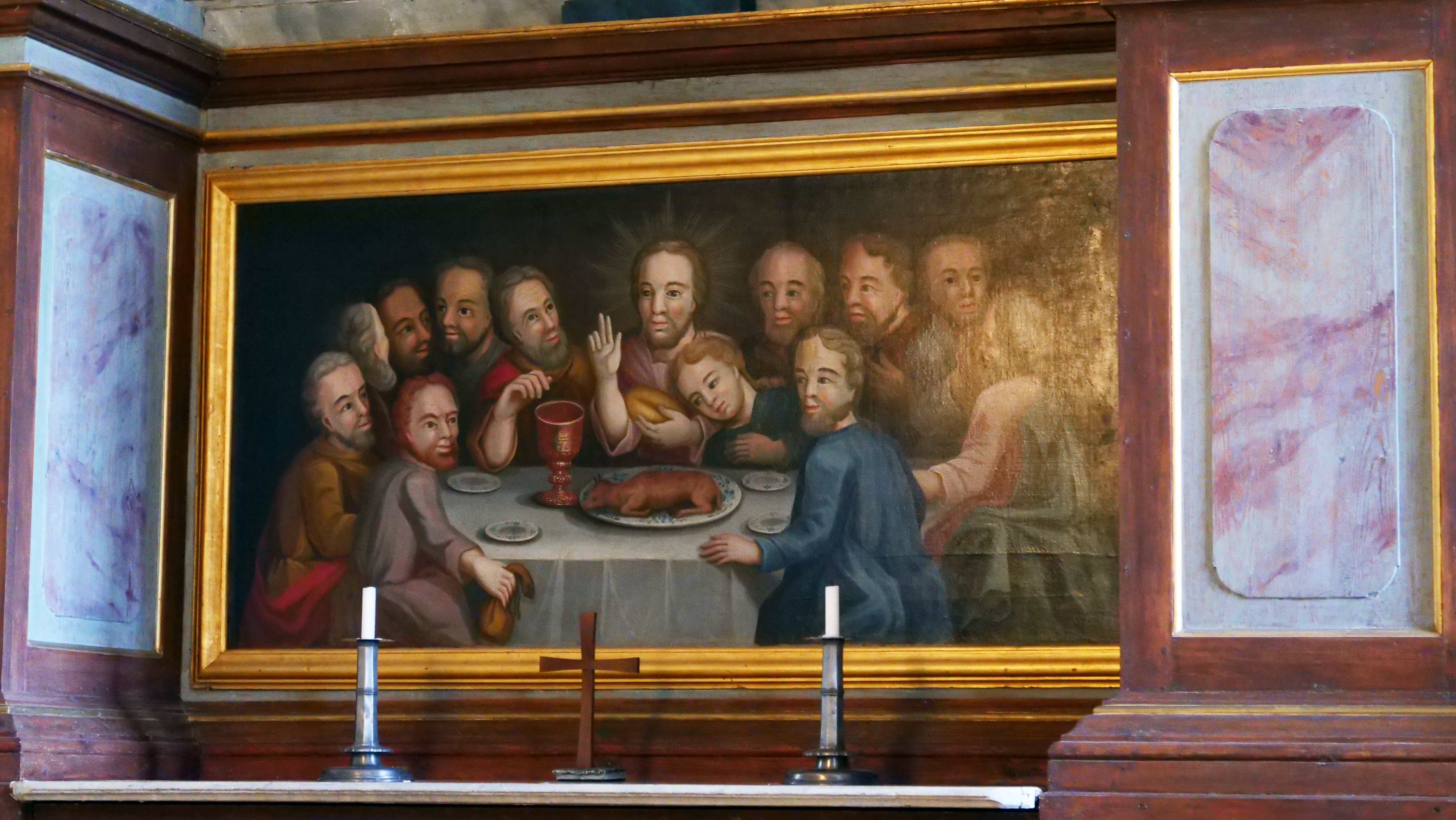
Altartavlan i Pikis kyrka

Altarmålningen i Kimito kyrka är från år 1787.
Målninartavlan och Lucander bilderna av apostlarna längs läktaren.
År 1798 restaurerade Lucander den nedre altartavlan i sidoaltaret i Hvittis kyrka. Tavlan kan ha skadats i en eldsvåda. Reparationen var så grundlig att tavlan kan anses vara målad av Lucander. 
År 1802 målade Lucander altartavlan och övriga målningar i Iniö kyrka. Tyvärr förstördes kyrkan invändigt i en brand år 1880.
År 1803 målade Lucander räcket runt läktarna i Nakkila kyrka med bibliska figurer. Kyrkan revs år 1887.

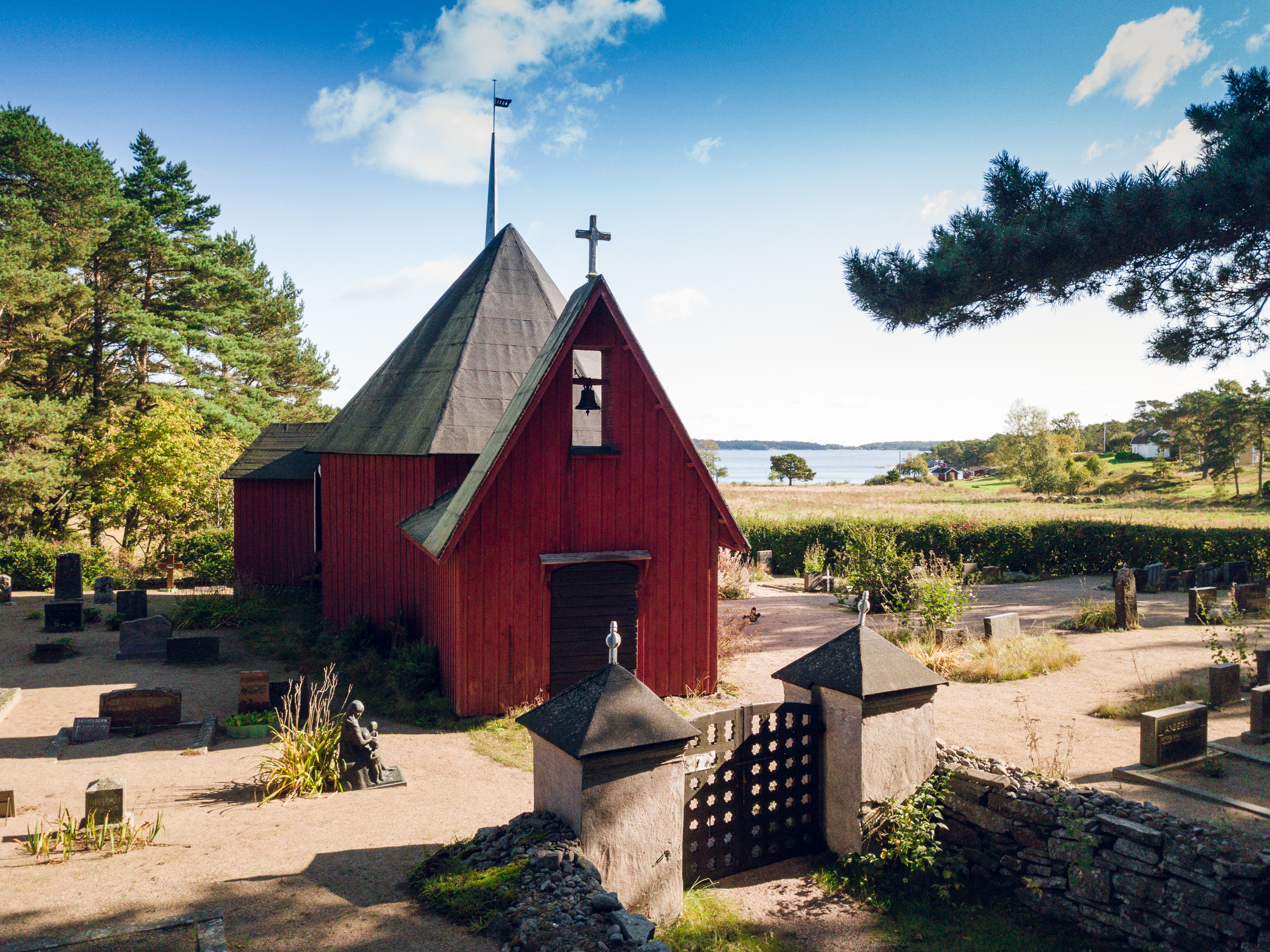
Nötö kapell.
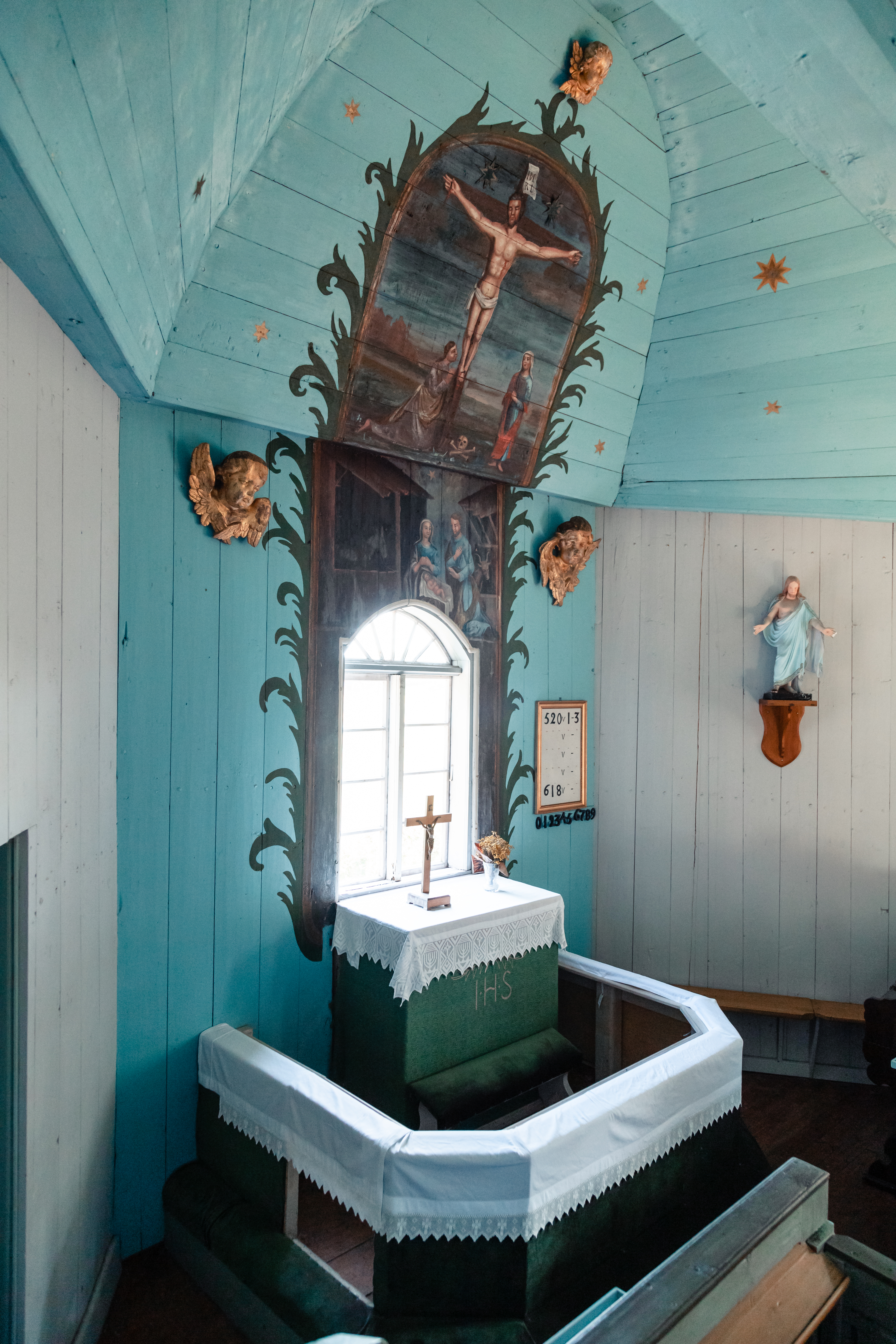
Altarmålningen.
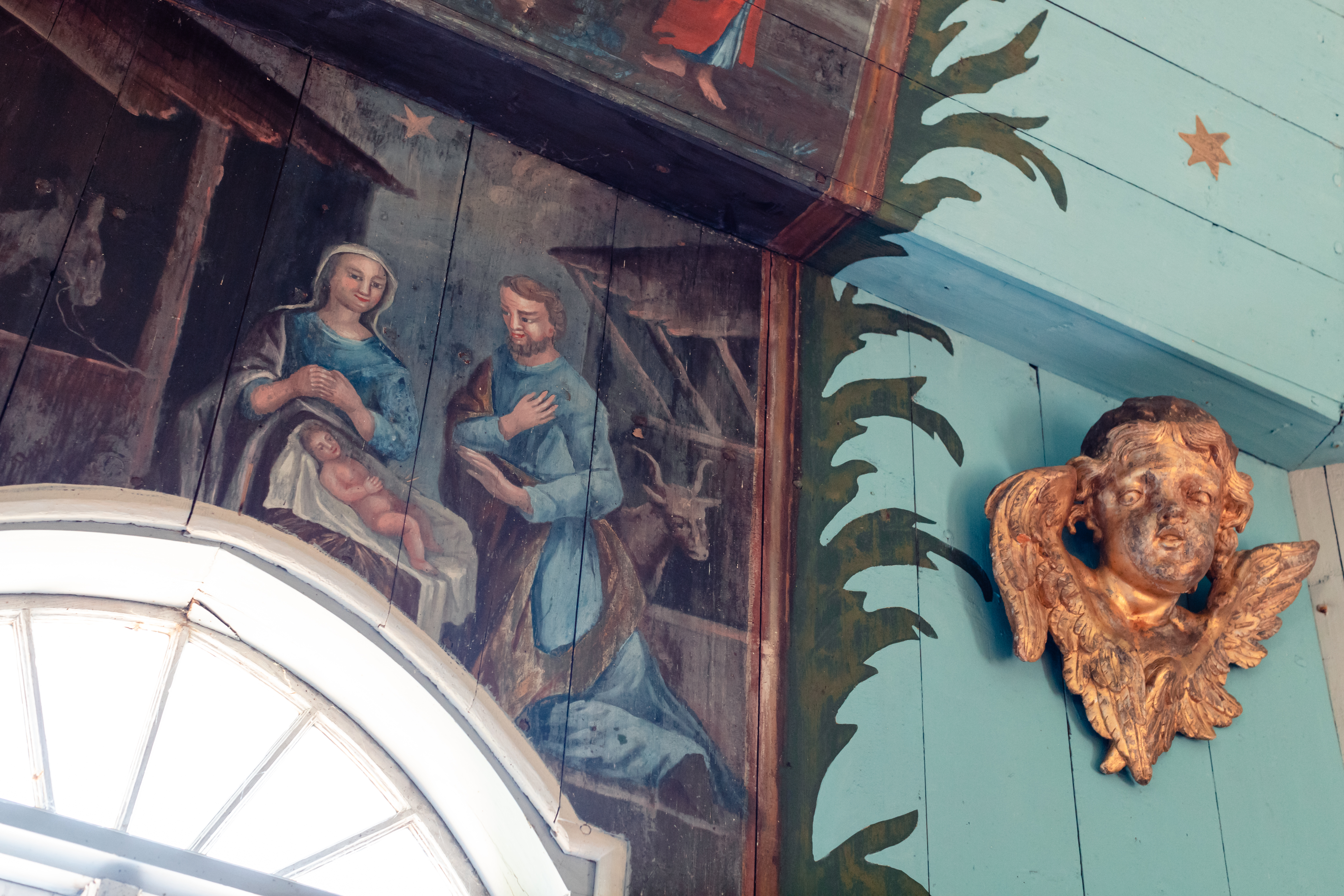
Målningen föreställer Jesu födelse och korsfästelsen.
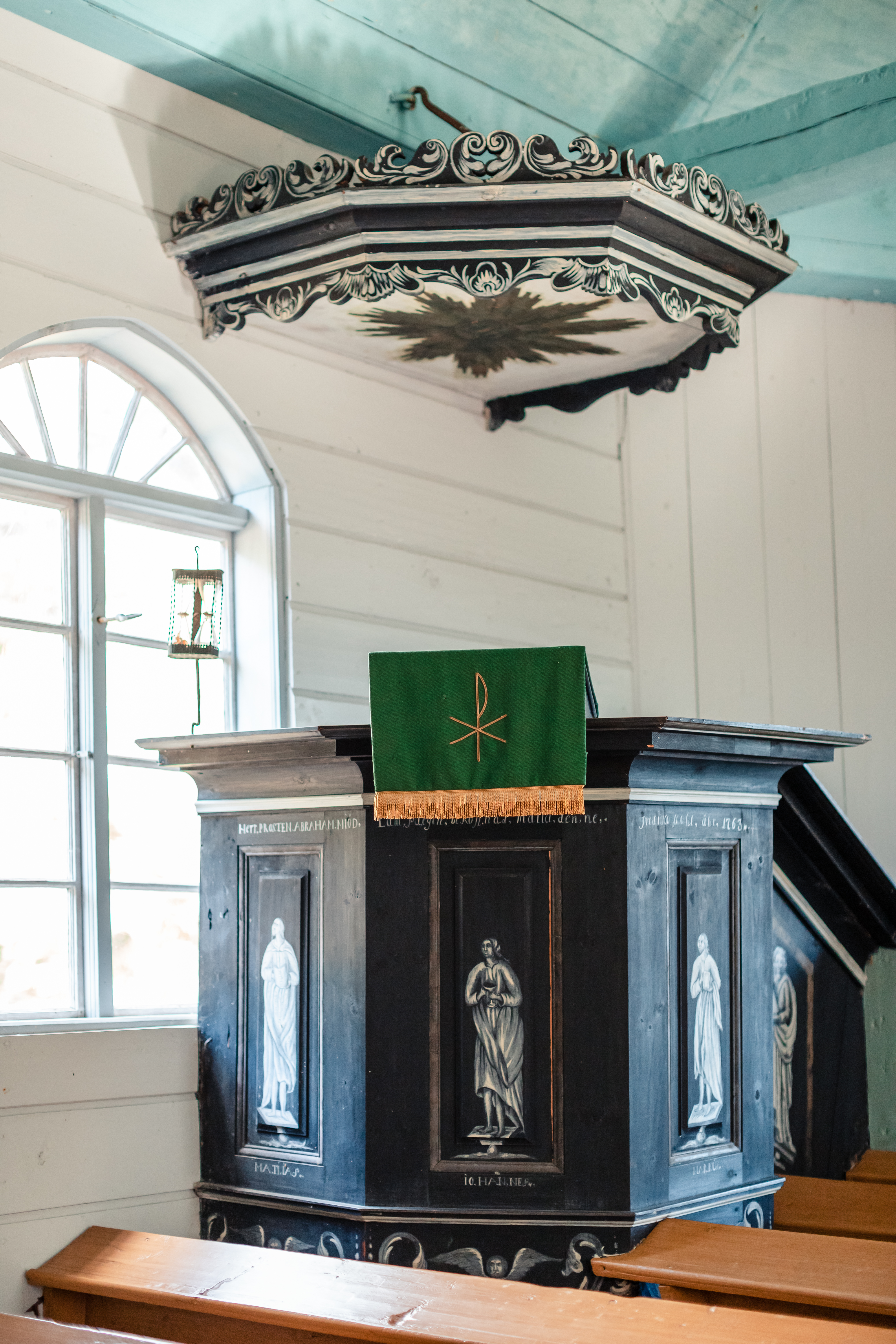
Predikstolen.
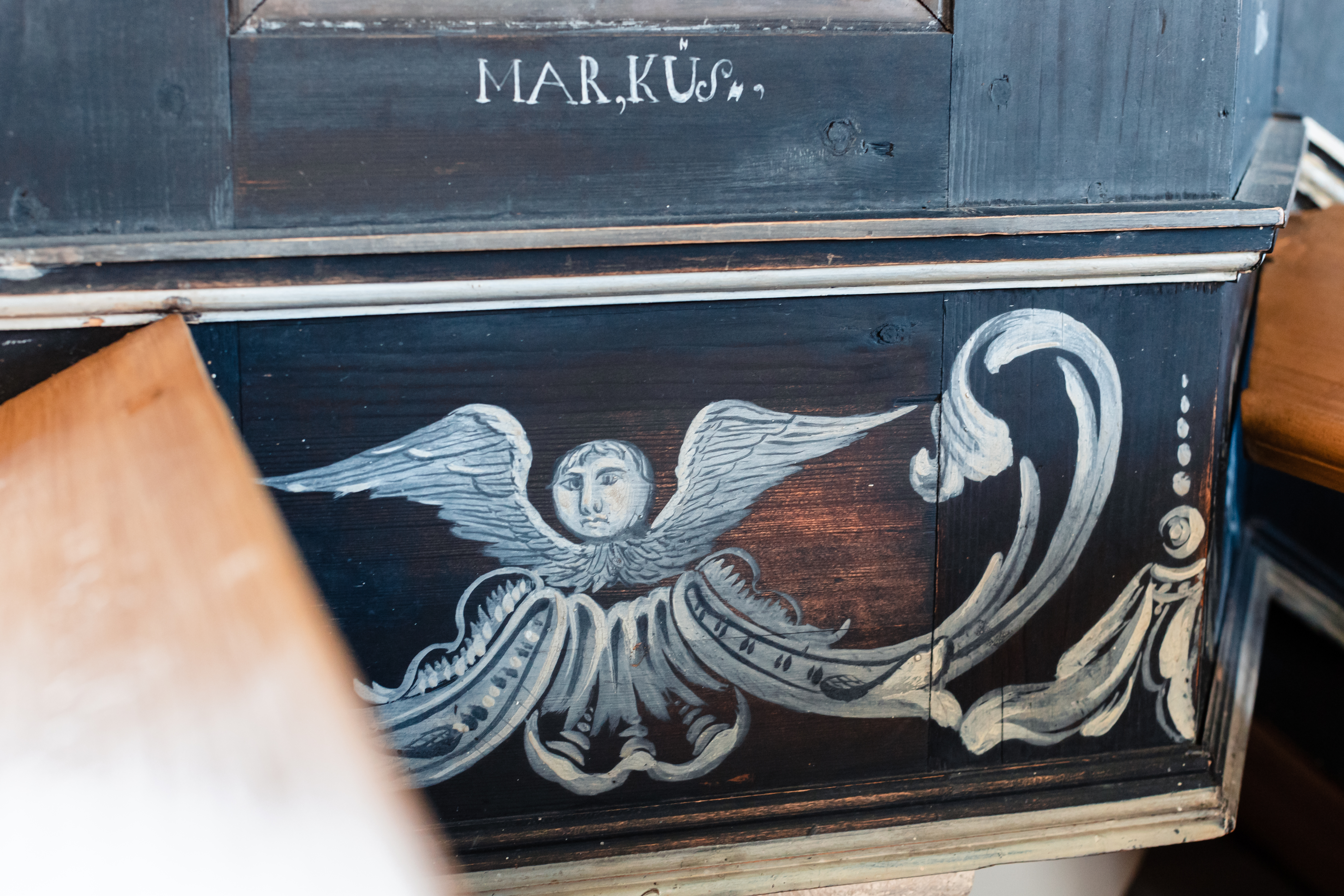
Närbild av predikstolen.
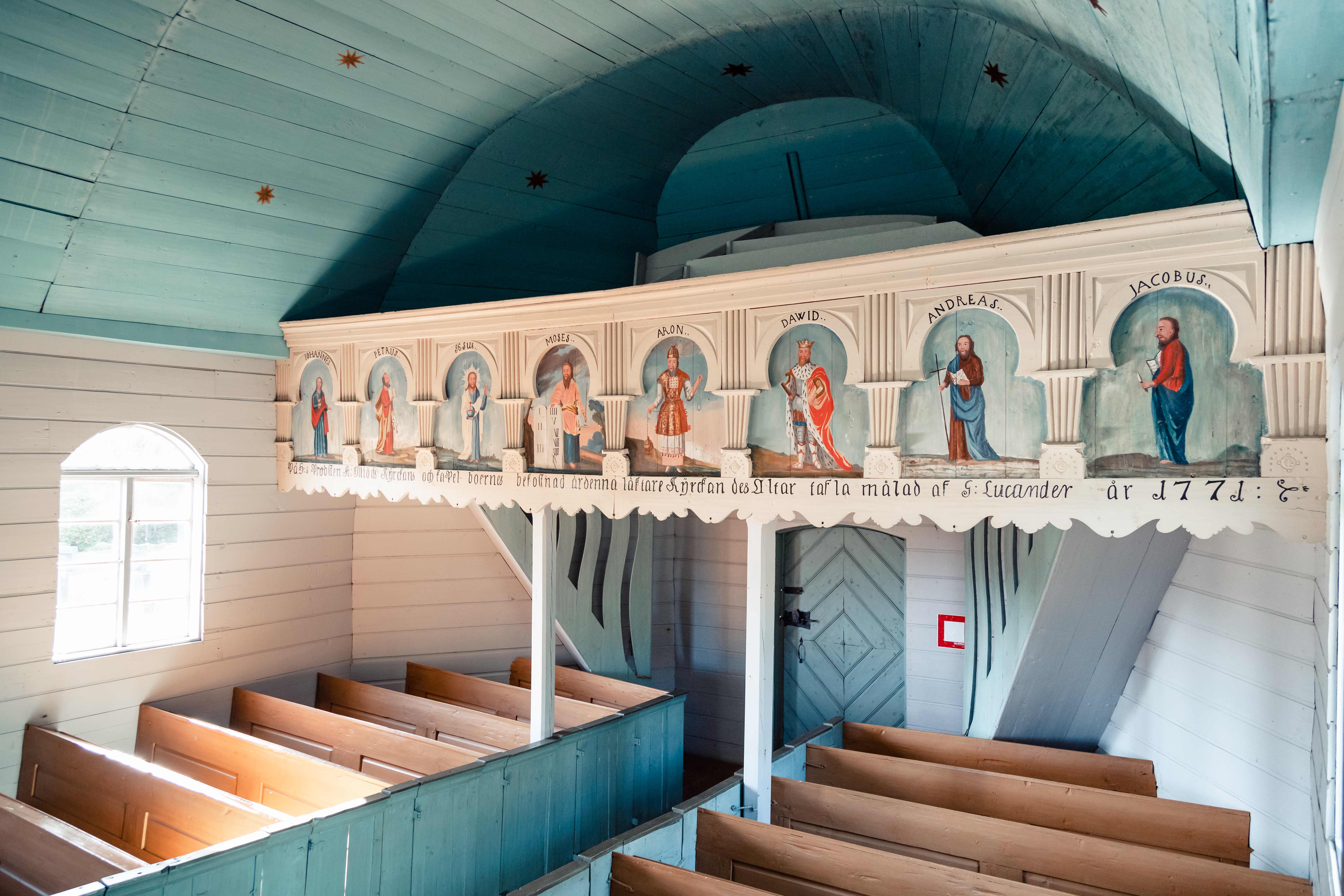
Läktarmålningen.
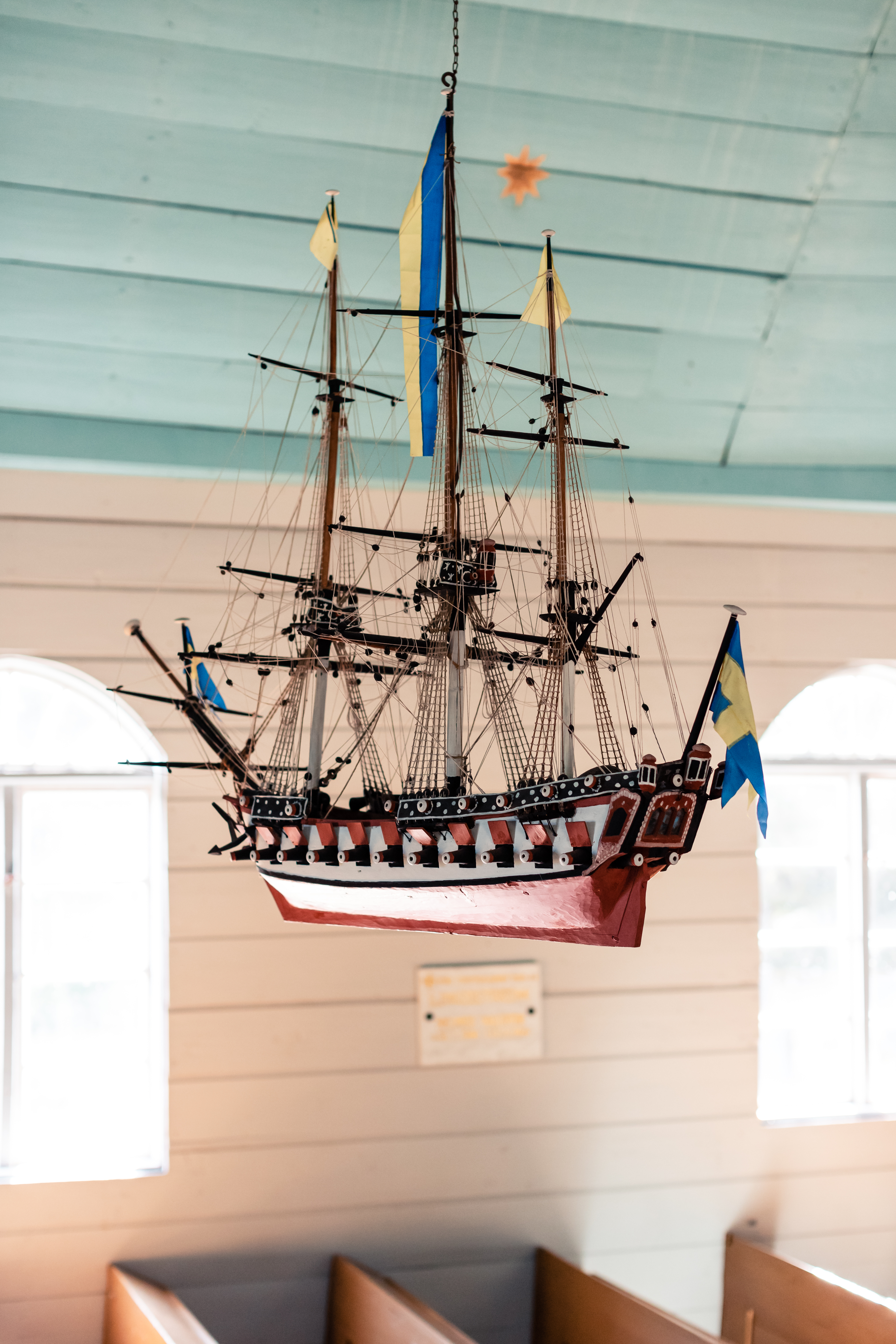
Votivskeppet.